# 劉芳遠 (天啟進士)
劉芳遠（？—？），河南汝宁府息縣人，明末政治人物。

## 生平
天啓四年（1624年）甲子科河南乡试举人，天啓五年（1625年）联捷乙丑科進士，授合肥县知县，卒于任。。